# Янь (притока Пливи)
Янь (серб. Јањ) — річка на Балканах, протікає по території Республіки Сербської (Боснія і Герцеговина). Права притока річки Плива. Також Янь — це назва географічної, історичної та культурної області в громаді Шипово

## Річка
Річка Янь утворюється за 13 км на південь від Шипова між селами Бабича і Строїця злиттям кількох приток на висоті 612 м. У верхній течії протікає в глибокому каньйоні, чиї круті скелі досягають 200 м. Тече на північ у бік міста Шипово.
За 9 км від міста лежать Янські острови — долина завдовжки близько 1 км, де Янь розливається на численні протоки, які потім з'єднуються знову. Янські острови є популярним туристичним місцем. Каньйон річки Янь — природоохоронна територія Республіки Сербської. Янь впадає у Пливу приблизно за 1 км на південний схід від Шипова на висоті 440 метрів. Каньйон річки Янь складений з мезозойського вапняку. В долині Яні розташована римська пам'ятка, висічена в скелі.
Річка Янь надзвичайно багата фореллю і харіусом, завдяки чому стала популярним місцем риболовлі. Річка також є джерелом питної води для громади Шипово.

## Галерея

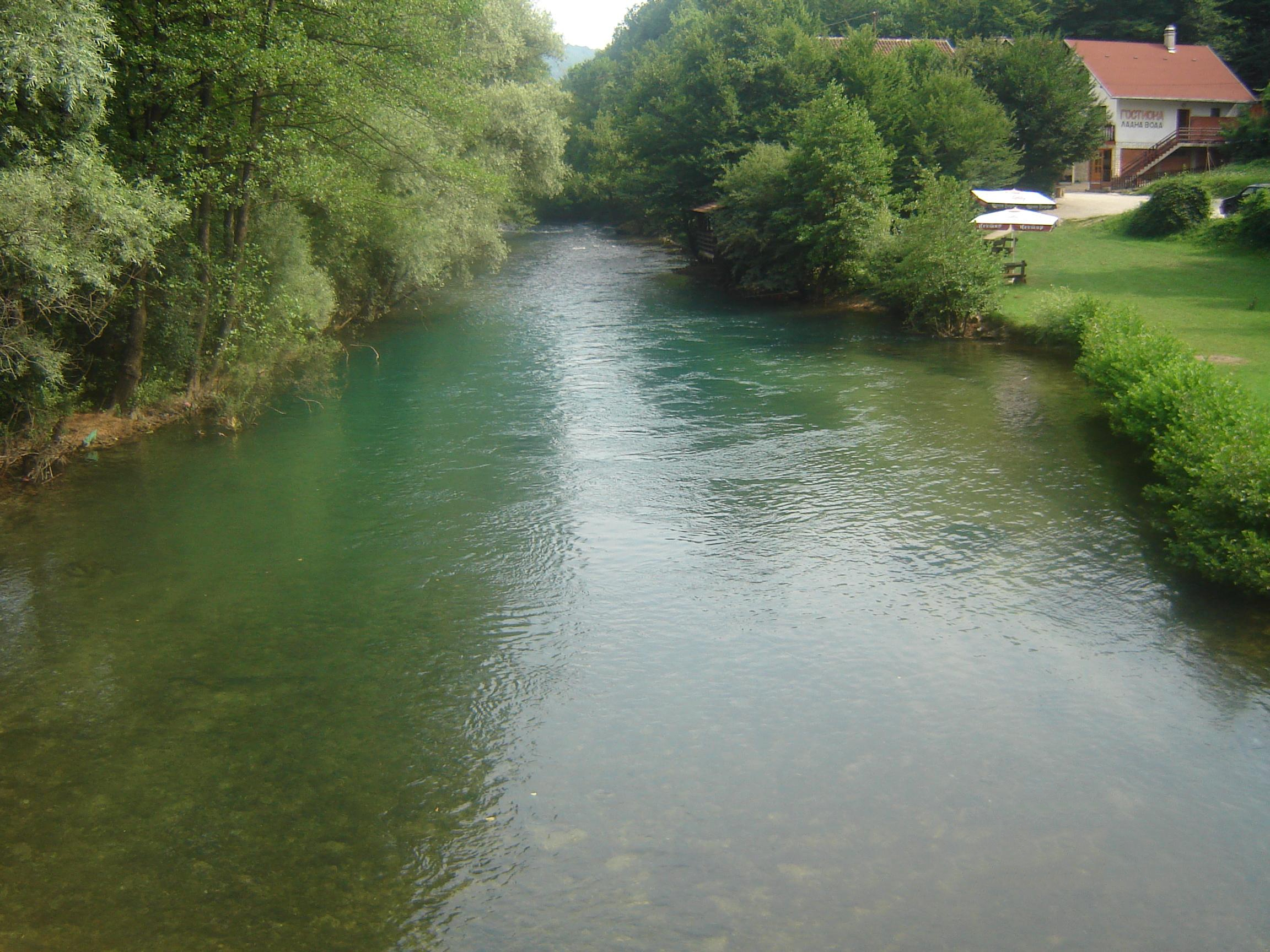
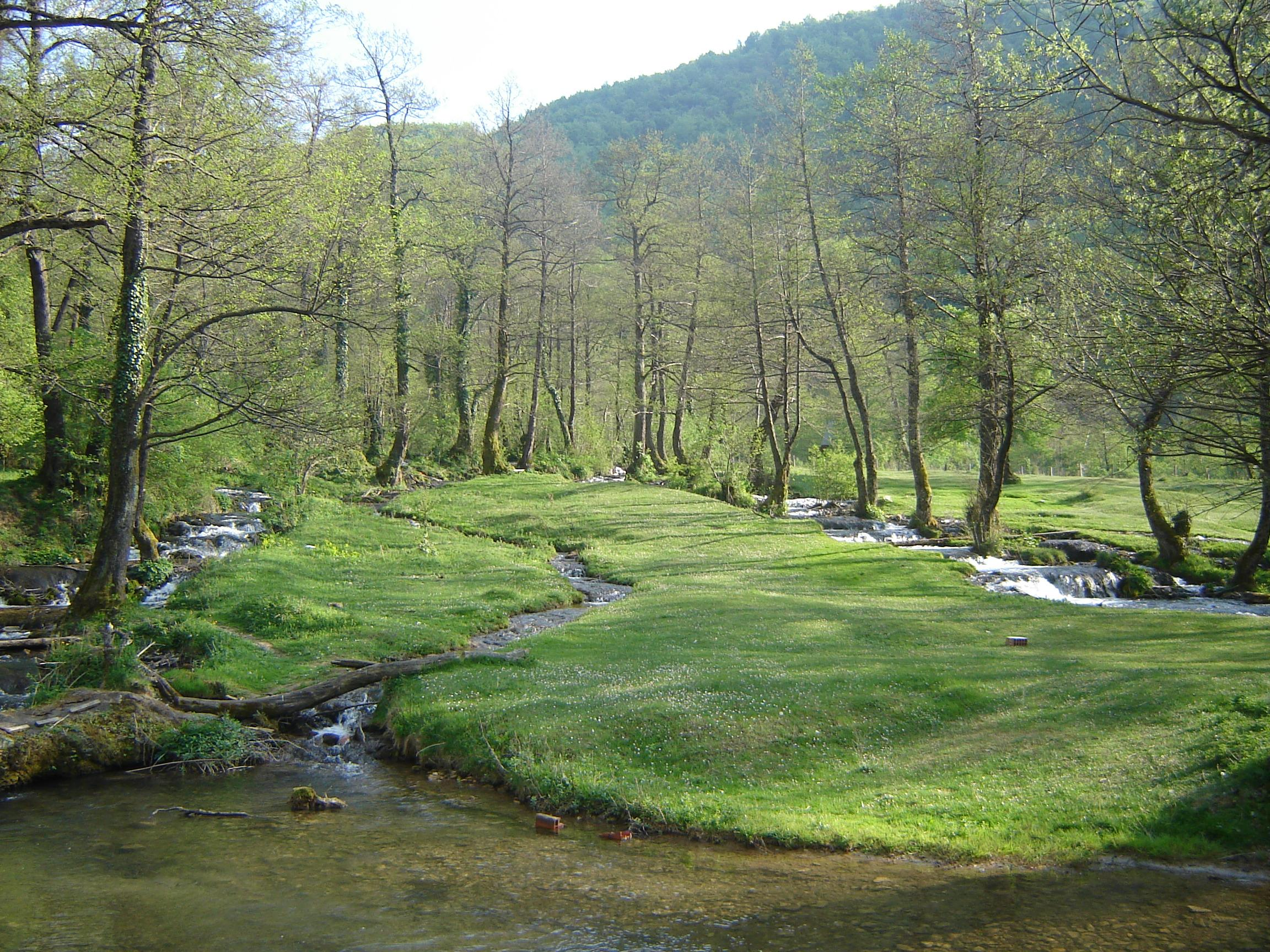
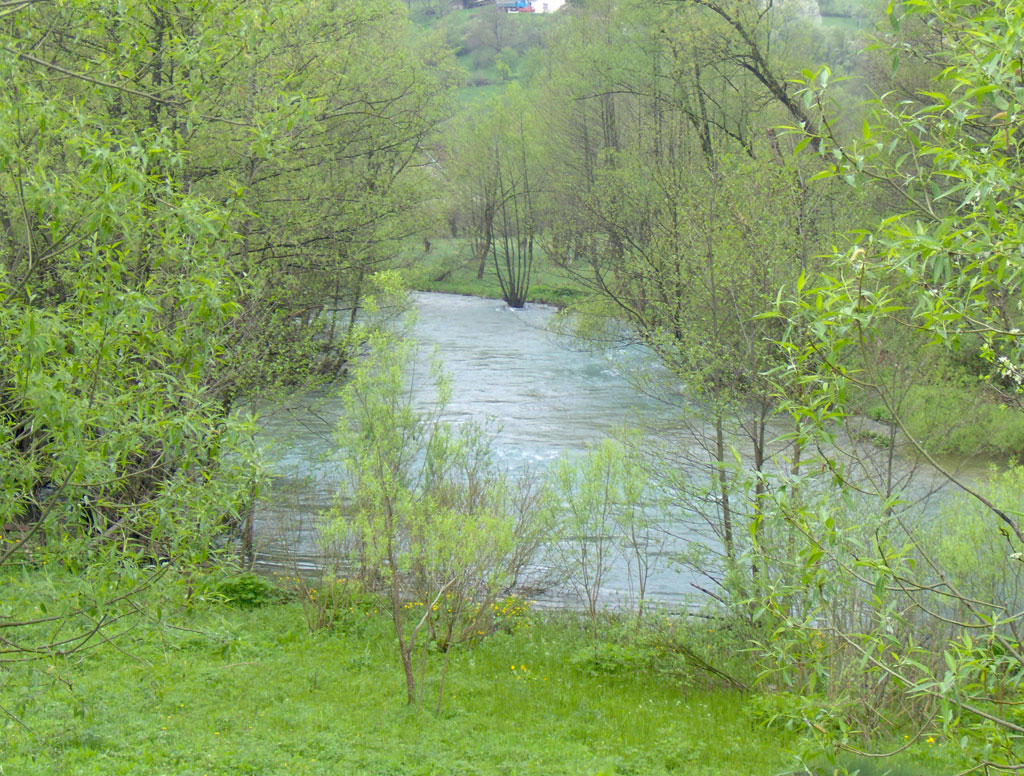

## Історична область
Янь — це географічна, історична і культурна область, що тягнеться на південь від Шипова до Купреса. До цієї області входять приблизно 18 сіл у районі долини річки Янь. Область Янь включає близько 85 % площі громади Шипово і займає 450 км2. В області Янь лежать Янське плато, Грбавицьке поле, гора Виторог, відомі пам'ятки Ваганська печера, монастир Глоговац та інші.